# Hochzeitszeitung
Eine Hochzeitszeitung ist eine anlässlich einer Hochzeit oder der Feier eines Jahrestages einer Heirat, wie der silbernen oder der goldenen Hochzeit, von Beteiligten individuell erstellte Zeitung, die während der Feier an die Gäste verteilt wird, nachdem sie vorgetragen und manchmal auch in kleinen Szenen vorgespielt wurde.
Sie soll dem Brautpaar und den Gästen als Erinnerung an den Tag der Hochzeit dienen. Die Hochzeitszeitung wird meist von den nächsten Angehörigen des Brautpaares erstellt und mit Kindheits- und Jugendbildern versehen.
Die Beiträge in der Hochzeitszeitung enthalten oft Anekdoten aus der Junggesellenzeit von Braut und Bräutigam. Fotos oder Karikaturen runden die Zeitschrift ab. Die Hochzeitszeitung wird entweder kopiert und zusammengeheftet oder professionell gedruckt und gebunden. Dies ist abhängig vom individuellen Budget und der Kreativität der Macher.